# Hällovaretjärnen
Hällovaretjärnen är en sjö i Jokkmokks kommun i Lappland och ingår i Luleälvens huvudavrinningsområde. Sjön har en area på 0,0486 kvadratkilometer och ligger 279,4 meter över havet.

## Delavrinningsområde
Hällovaretjärnen ingår i det delavrinningsområde (737952-171582) som SMHI kallar för Utloppet av Porsidammen. Medelhöjden är 168 meter över havet och ytan är 100,15 kvadratkilometer. Räknas de 1100 avrinningsområdena uppströms in blir den ackumulerade arean 21 345,68 kvadratkilometer. Avrinningsområdets utflöde Luleälven (Stora Luleälven) mynnar i havet. Avrinningsområdet består mestadels av skog (77 procent). Avrinningsområdet har 8,37 kvadratkilometer vattenytor vilket ger det en sjöprocent på 8,4 procent.